# The Collie Market
The Collie Market è un cortometraggio muto del 1917 diretto da James Stuart Blackton.

## Produzione
Il film fu prodotto dalla Vitagraph Company of America.

## Distribuzione
Distribuito dalla Greater Vitagraph (V-L-S-E), il film - un cortometraggio in due bobine - uscì nelle sale statunitensi il 2 aprile 1917.